# Iulia Verdeș
Iulia Valentina Verdeș (n. 21 aprilie 1987, București) este o actriță română de teatru și film.
În 2008 se remarcă cu rolul din filmul Elevator, în regia lui George Dorobanțu. Își ia licența în actorie în 2010 cu rolul Tyler din spectacolul Niște fete produs de UNATC și regizat de Mircea Gheorghiu. A interpretat rolul Elenei Chrissoveloni în filmul istoric Queen Marie of Romania din 2019.